# Unione fascista famiglie numerose

Prospetto di una tessera dell'UFFN

L’Unione fascista famiglie numerose (in acronimo UFFN) fu un ente pubblico assistenziale italiano del periodo fascista, istituito con R.D. 3 giugno 1937, n. 805.
Scopi dell'UFFN erano l'assistenza e il sostegno alle famiglie numerose tramite una serie di benefici, inizialmente riservati solo a impiegati e dipendenti dello Stato e di enti pubblici, ma successivamente a tutti i capofamiglia con più di sette figli conviventi e a carico (L. 20 marzo 1940, n. 267). L'organizzazione era presente in ogni comune italiano.
Con il D.L. 2 agosto 1943, n. 704, l'UFFN mutò denominazione in Unione fra le famiglie numerose.
Con D.L. 29 marzo 1945, n. 267, l'UFFN fu soppressa e le sue funzioni furono trasferite alla preesistente Opera nazionale maternità e infanzia, ente istituito nel 1925 e soppresso nel 1975, e le cui funzioni sono oggi di competenza del Servizio sanitario nazionale.
Sul prospetto delle tessere degli aderenti vi era una frase di Benito Mussolini: «Hanno diritto all'Impero i popoli fecondi, quelli che hanno l'orgoglio e la volontà di propagare la loro razza».